# مزرعة رازك (بهمن)
مزرعة رازك (بالفارسية: مزرعه رزک) هي منطقة سكنية تقع في إيران في البلدة المركزية. يقدر عدد سكانها بـ 25 نسمة .